# Danny León Vallarino
Danny León Vallarino   (Móstoles, 1 de desembre de 1994) és un patinador espanyol. Ha competit en proves de parc en diversos Campionats del Món, acabant 19è el 2018 i 24è el 2019, així com 9è als Jocs Olímpics d'Estiu de 2020.